# 蓪草
蓪草（學名：Tetrapanax papyrifer），又名通脫木、木通树、通草、大通草、細木通、大葉五加皮、罷木通、萬年屯 、通草（植物名实图考）及天麻子（云南土名）等，是常绿灌木到小乔木，五加科蓪草属內的單屬種植物。

## 形态
常绿灌木到小乔木，能生长到3-7公尺高，掌状大叶子7-12裂，下面被毛，长约40-60公厘，叶柄，叶片圆形，30-50公厘宽，巧妙的掌状波瓣有5-11个基本叶，每叶通常有辅小叶。茎含有大量白色髓。冬季开黄白色小花，花开在一个大伞状花序的顶峰，每花有4-5小白色花瓣，大型圆锥花序。通常在大型叶片顶端（表面上类似手掌冠）的无枝的茎上有着直径2厘米的莲叶丛状果实，为一个小球形核果，熟时黑色。它从地下的根系用芽广泛地传播。

## 分布
分布在台灣以及中国的广东、湖北、江西、云南、四川、福建、湖南、陕西、广西、贵州等地，生长于海拔10公尺至2,800公尺的地区，喜潮濕與多日照，常生于向阳肥厚的土壤上。

## 應用

### 藝術
蓪草茎中的衬皮被用来制造一种称为米纸的物料。而通草画就是指绘制在此紙上的水彩画，当时深受西人喜爱。
蓪草紙畫盛行於鴉片戰爭(西元1839年)前，自歐美地區到中國貿易的商人會聘請當地畫家，繪製廣州一帶的風土民情、百工百業、風景畫以及自畫像。這些繪畫將中國本土的題材與西方傳入的透視法技法、光影變化結合，許多藝術史研究者稱此時期的風格類型為「外銷畫」。

### 產業
自清代實施一口通商後，因「外銷畫」的興盛，作為產地的台灣新竹一帶蓪草產業蓬勃發展，更在日治時期由總督府將蓪草列為重要殖產項目，拓展蓪草紙業與手工藝品。直到1950年代末塑膠與石化工業興起後，蓪草紙藝被塑膠製的飾品取代後逐漸沒落。在清朝、日治時期到民國四、五十年，蓪草的地位僅次於茶、糖、樟腦，是臺灣重要的出口商品。

### 手工藝
蓪草莖的中間有著柱狀的白色髓心，由匠人將髓心旋轉削切後再加工，製成薄片原料紙張。因蓪草易染色、塑形的特色，亦有職人將其製作成逼真的假花。

### 药用
中医学上以茎髓入药，性寒、味甘淡，功能利水、清濕熱，主治小便不利、淋沥热痛等症。

## 延伸阅读
[在维基数据编辑]
 《植物名實圖考·通草》，出自吳其濬《植物名實圖考》